# Isuzu

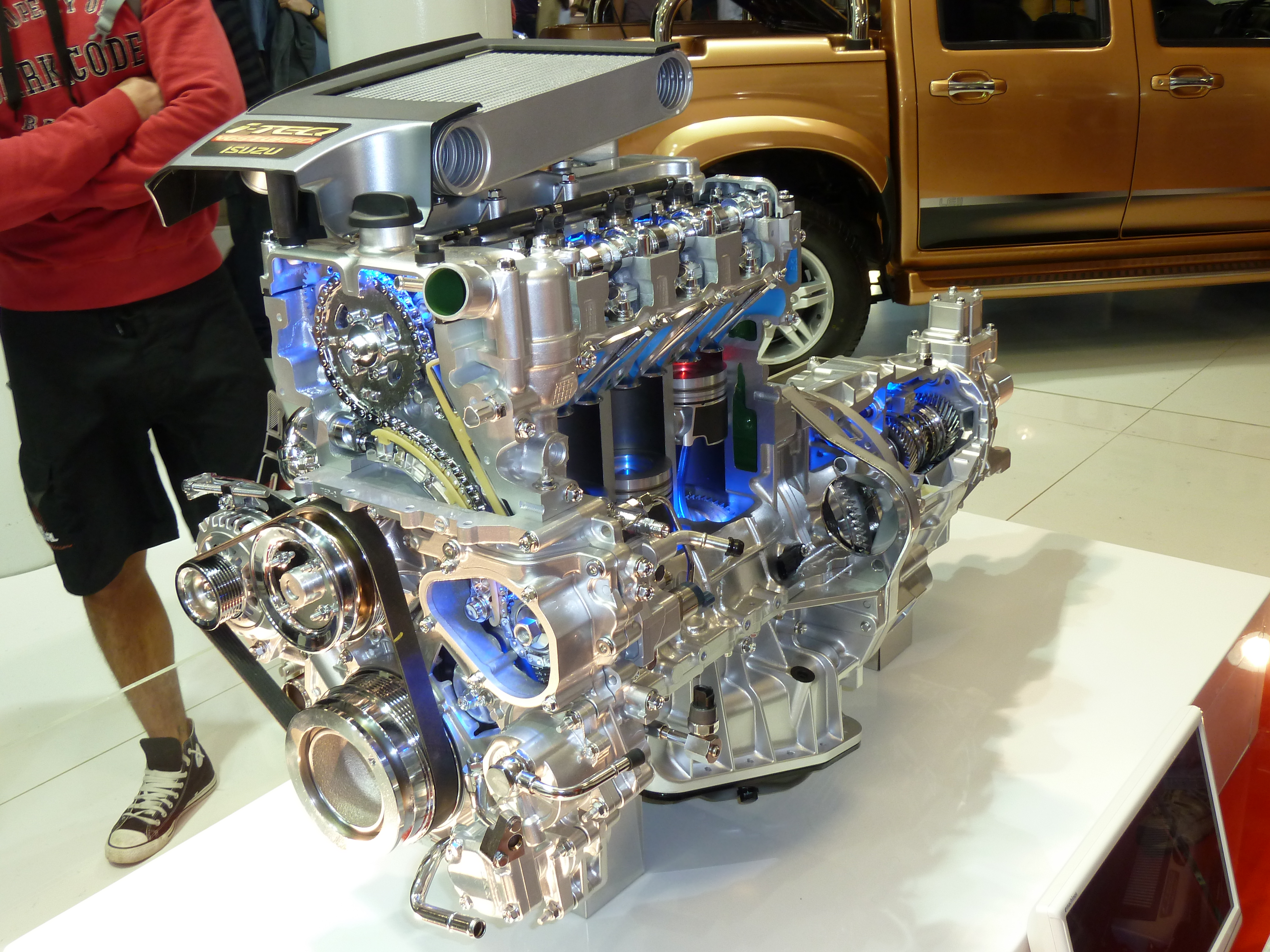
Série 4J "common-rail"

Isuzu é uma marca de carros e motores do Japão com sede em Tóquio e o seu primeiro automóvel foi produzido em 1918. Hoje, a empresa é uma das maiores produtoras de motor a diesel. A marca destacou-se pela sobriedade dos seus propulsores Diesel. Começou em 1893 com a antecessora Tokyo Ishikawajima Shipbuilding & Engineering Co. Ltd. Em 1922 a companhia produziu um veículo de passageiros, o Wolseley A9 em associação com a British Automaker Wolseley Motor Ltd. Passaram-se quase 80 anos desde que a Isuzu iniciou o seu caminho rumo à liderança do mercado japonês de caminhões, onde se encontra atualmente, e ao mesmo tempo, marcando a sua posição como uma força inovadora na indústria automotiva mundial. A companhia fabrica atualmente cerca de 60 tipos de motores diesel diferentes para uma vasta gama de aplicações industriais, assim como para equipar veículos desde 1.000cc até os impressionantes 30.000cc dos caminhões e tratores pesados. A Isuzu é hoje uma das maiores produtoras mundiais de motores a diesel com uma produção anual de 16 milhões de unidades. Em Portugal, comercializa a pick-up D-Max, assim como os comerciais Série-N e Série-F.

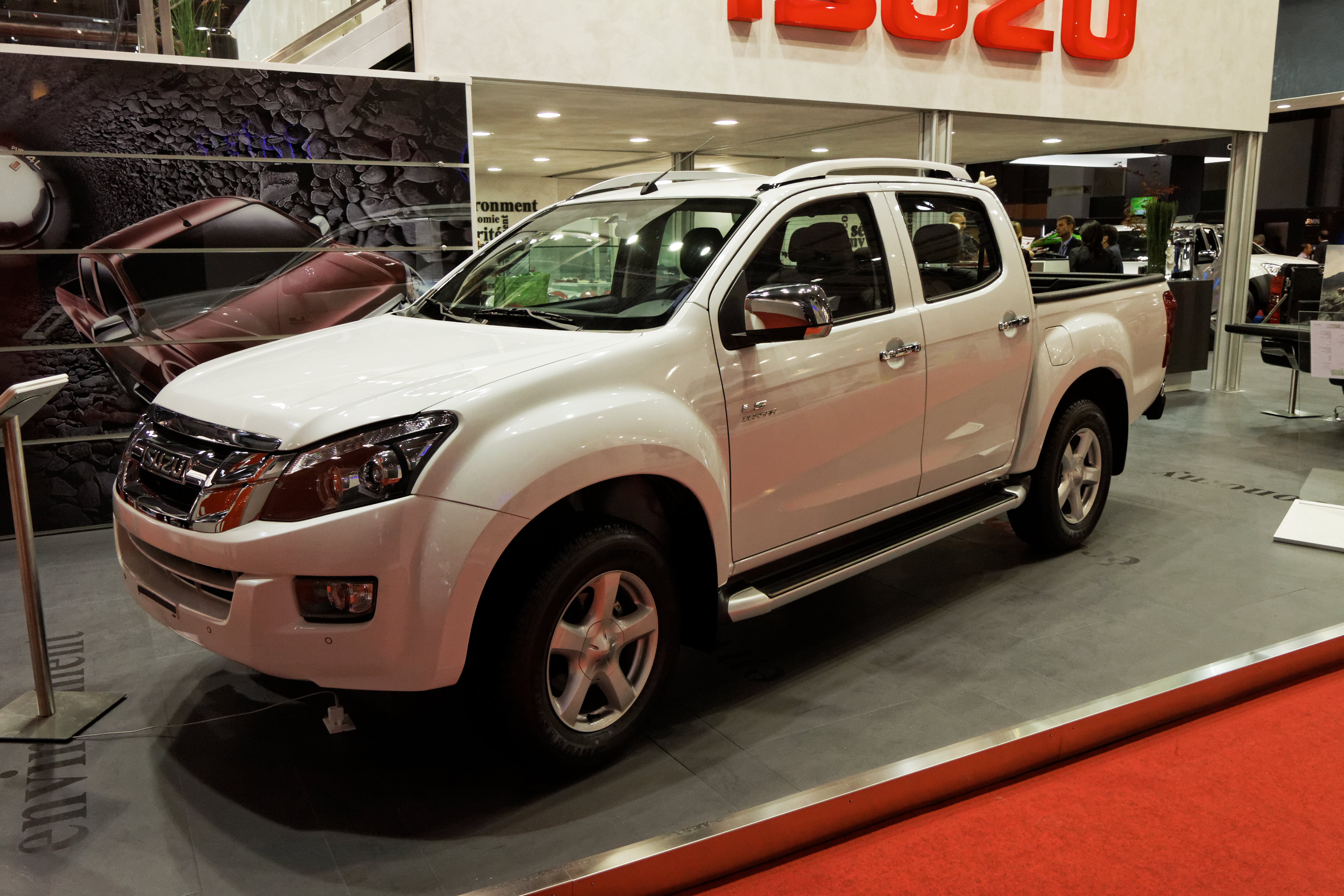
Isuzu D-Max 2012

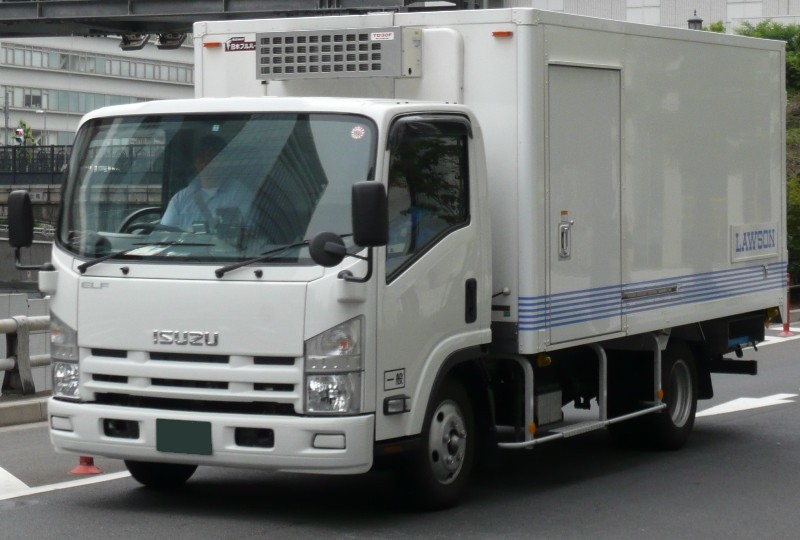
Isuzu Série N

## Veículos
- Bellett (1963–1973)
- Fiorian (1967-1983)
- Isuzu 117 Coupé (1968-1981)
- Gemini/I-Mark/Stylus sedan (1974–2000)
- Piazza/Impulse/Storm hatchback (1983–1992)
- Aska sedan (1983–2002)
- Amigo (1989-1994)
- Rodeo (1991–2004)
- Panther (1991-presente)
- Oasis minivan (1996-1999)
- Hombre (1996–2000)
- Amigo/Rodeo Sport (1998-2003)
- VehiCROSS (1999–2001)
- Axiom SUV (2001–2004)
- Ascender  SUV (2002–2006)
- i-280/i-350 (2006–presente)

## Veiculos 3,5 toneladas e superiores
- Forward
- Giga
- Gala
- Gala Mio
- Erga
- Erga-J
- Erga Mio
- Journey
- Journey-J
- H-Series

## Veículos comercializados em Portugal
- Isuzu Elf também como Bedford série N (1959–presente)
- Isuzu Pick Up também como Bedford KB/Brava e Opel Campo (1972–2002)
- Trooper como Opel Monterey (1983–2002)
- D-Max (2002–presente)

## Galeria de imagens

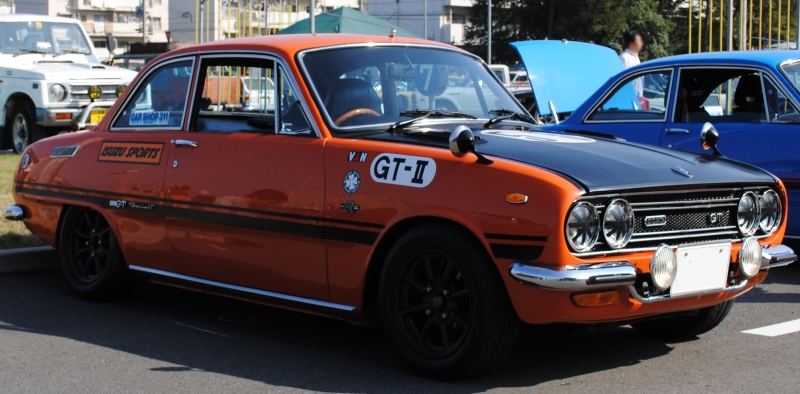
Bellett GT typeR
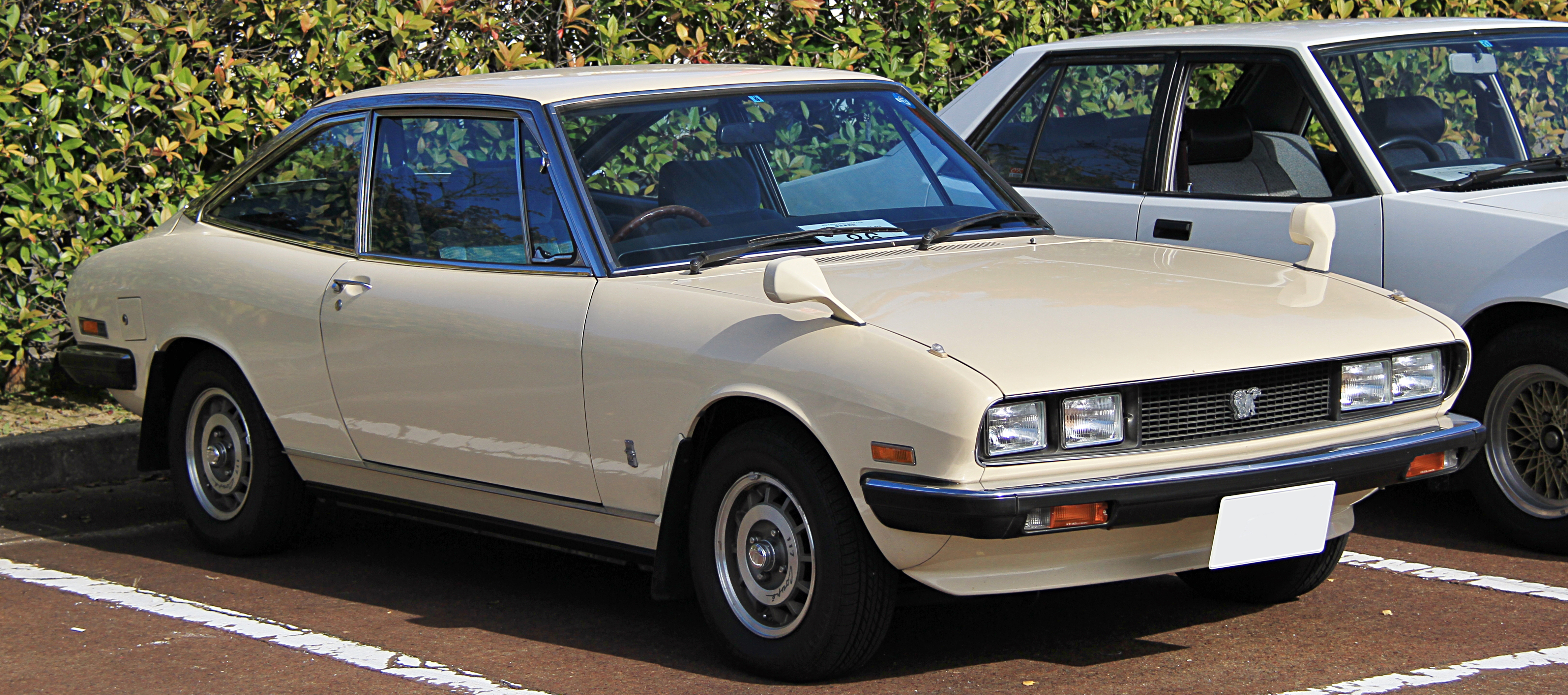
117 Coupé
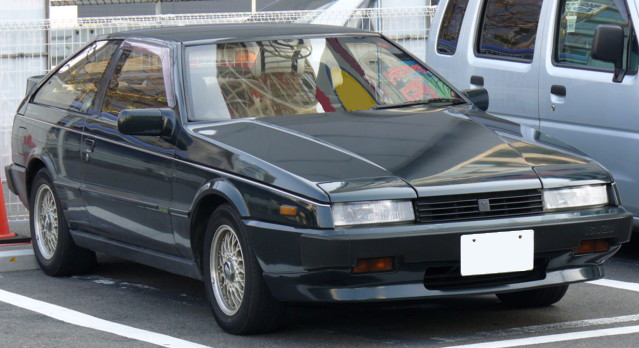
PIAZZA
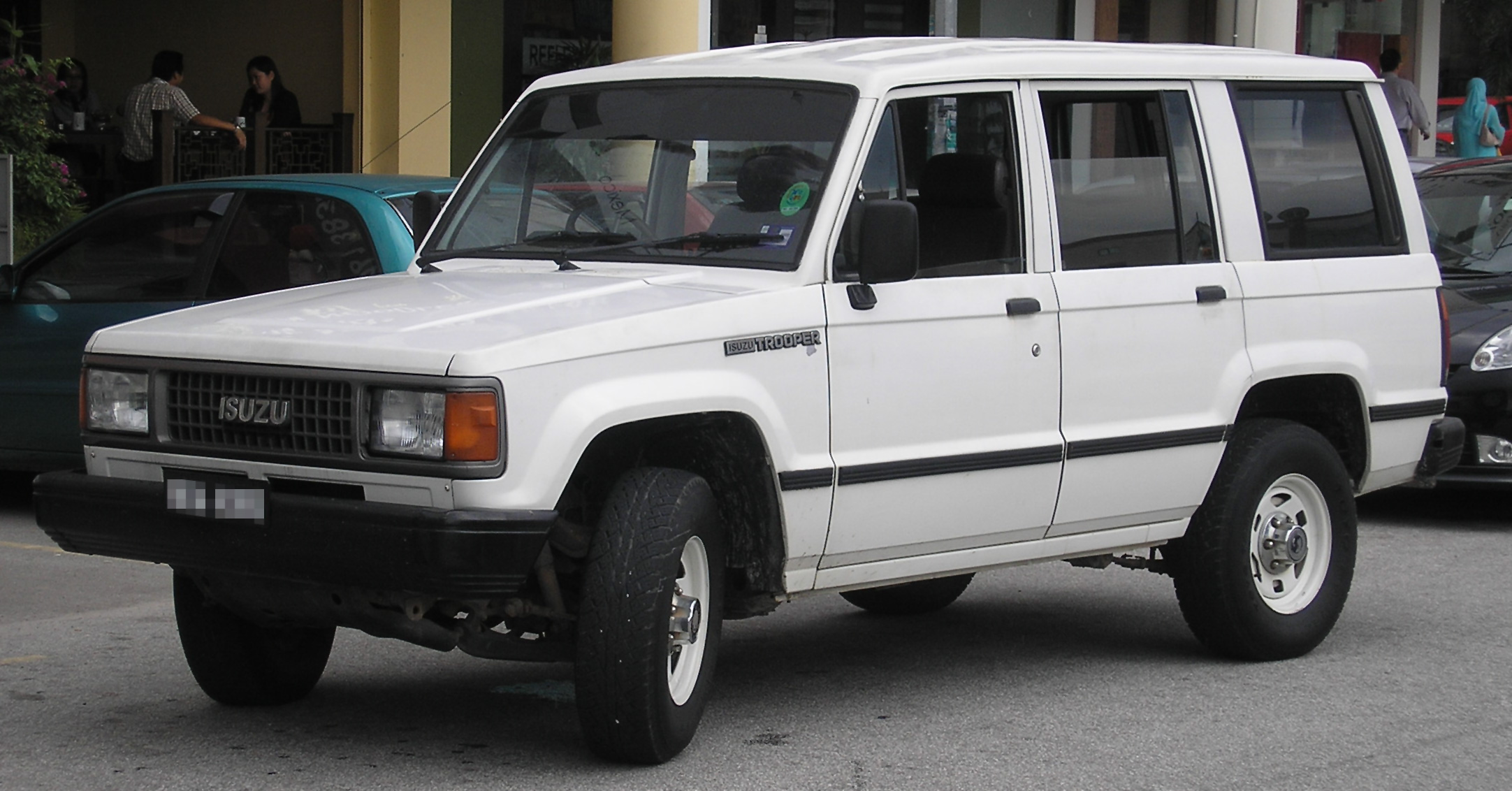
Trooper 1988
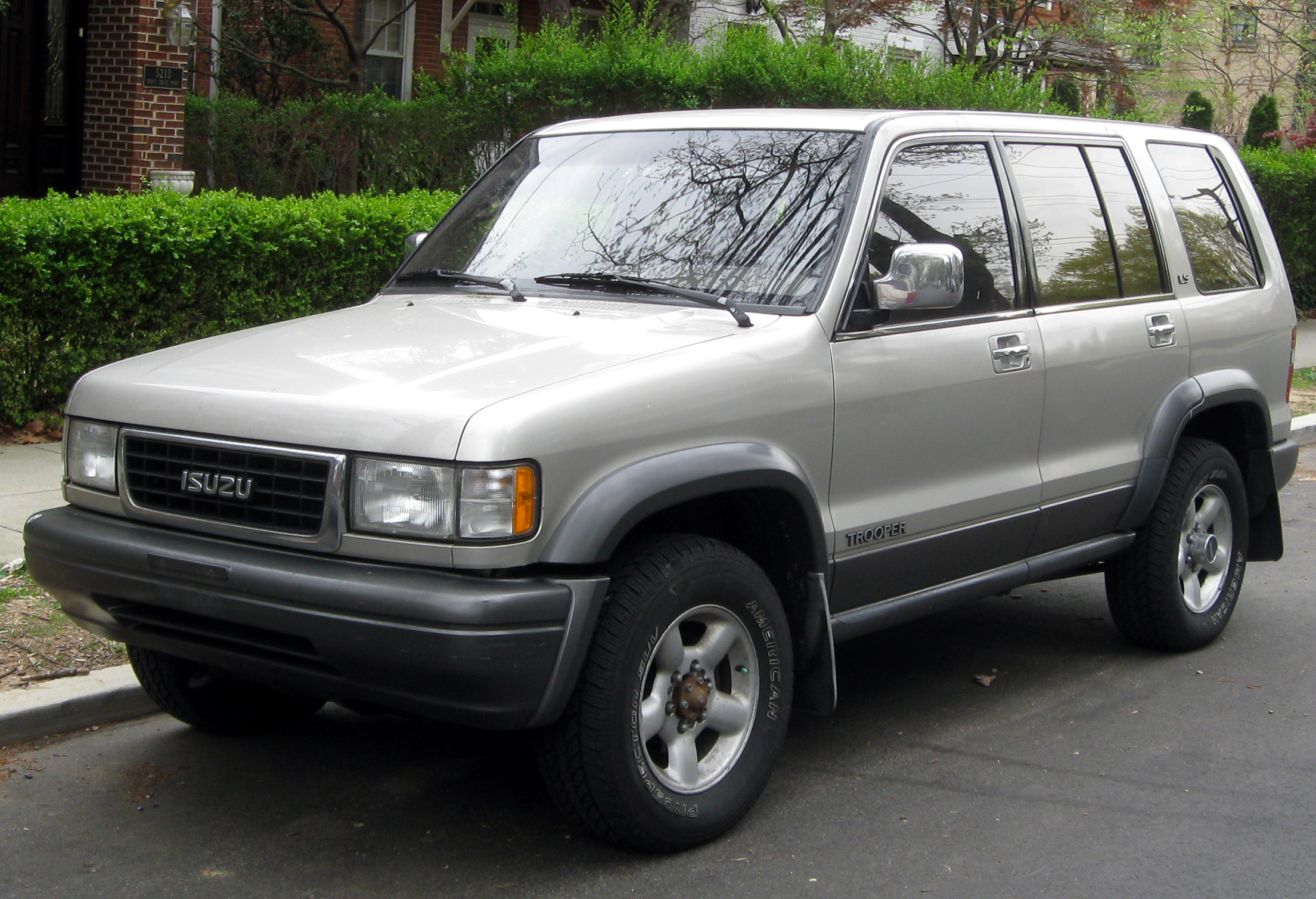
Trooper 1992
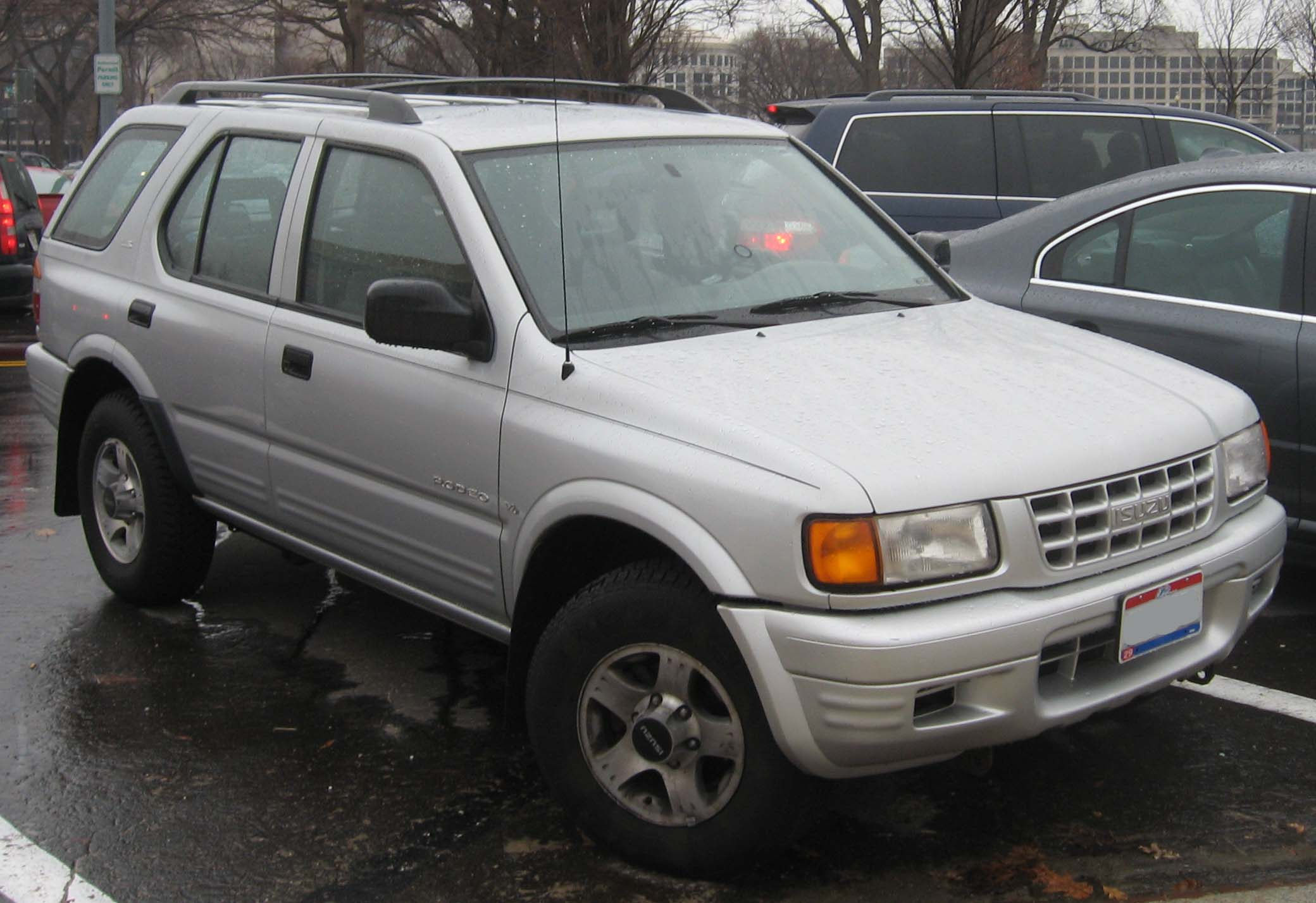
Amigo/Rodeo 1998
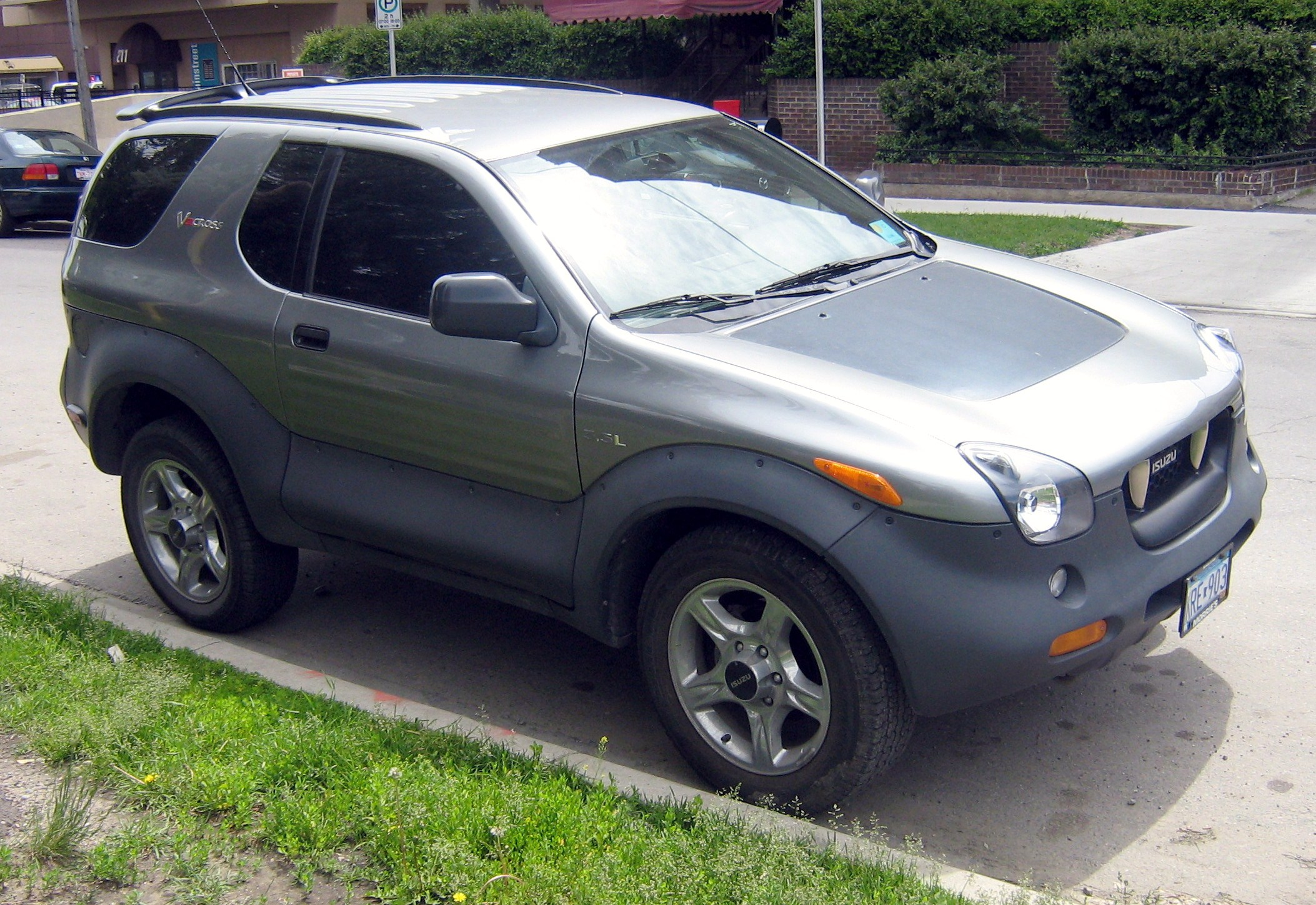
VehiCROSS 1999
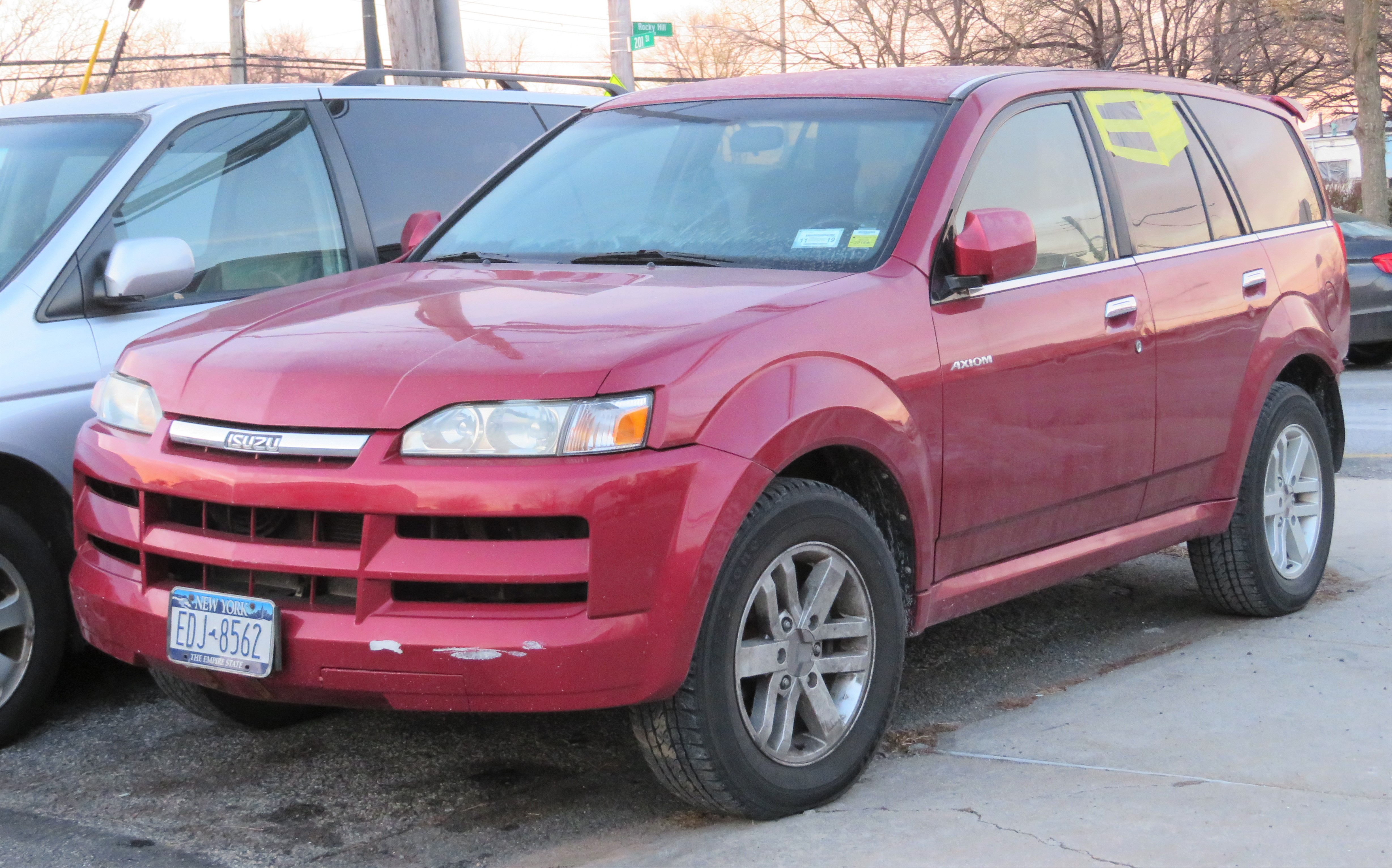
Axiom 2002
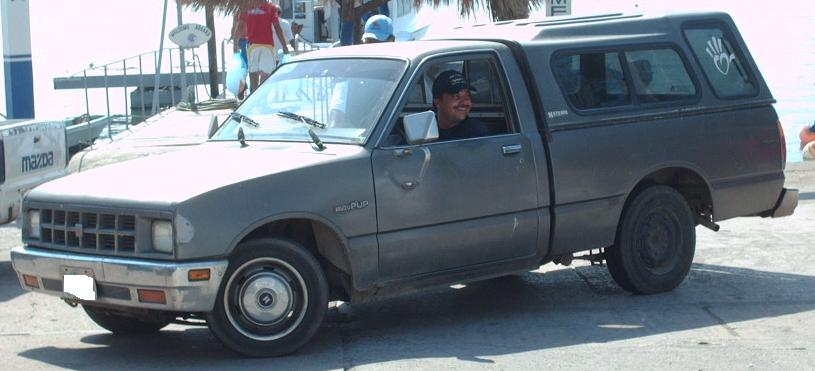
Pick-up 1980
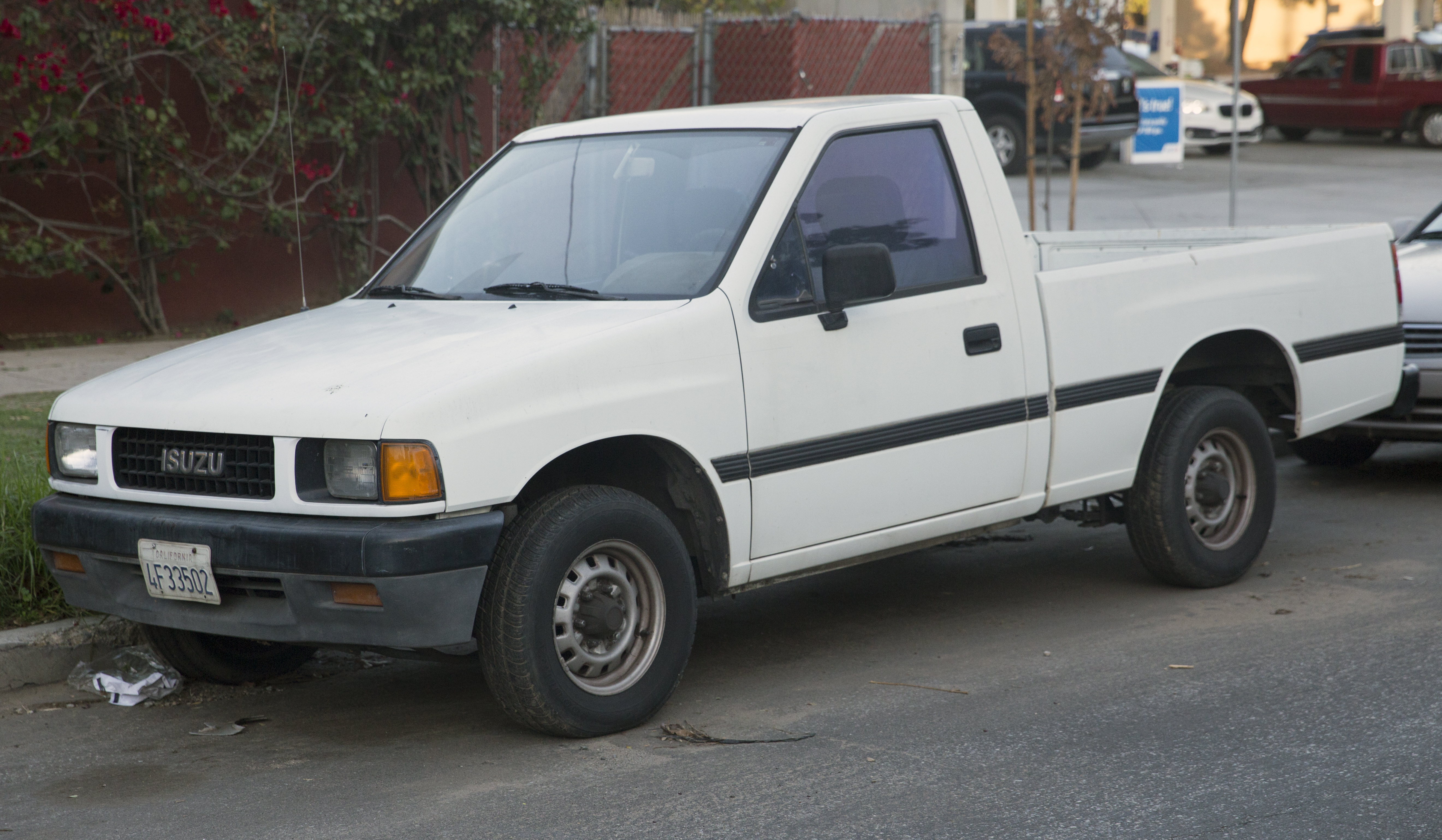
Pick-up 1988 (TF)
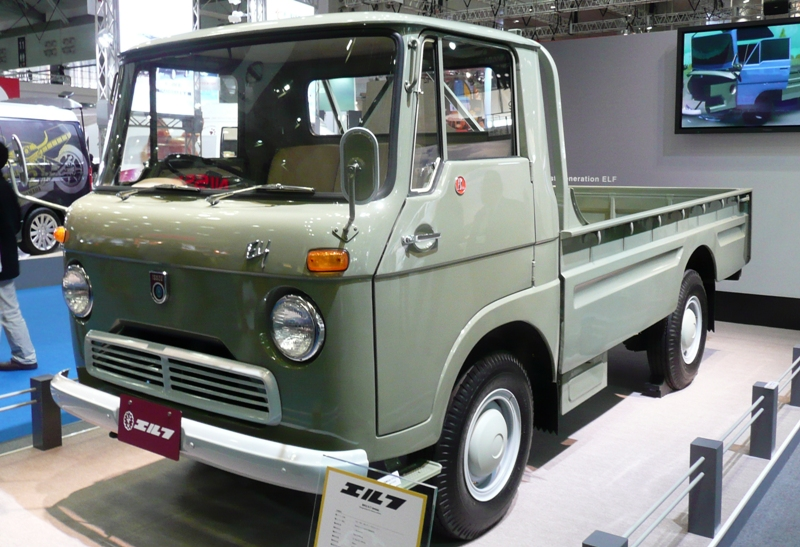
ELF/N-série 1959
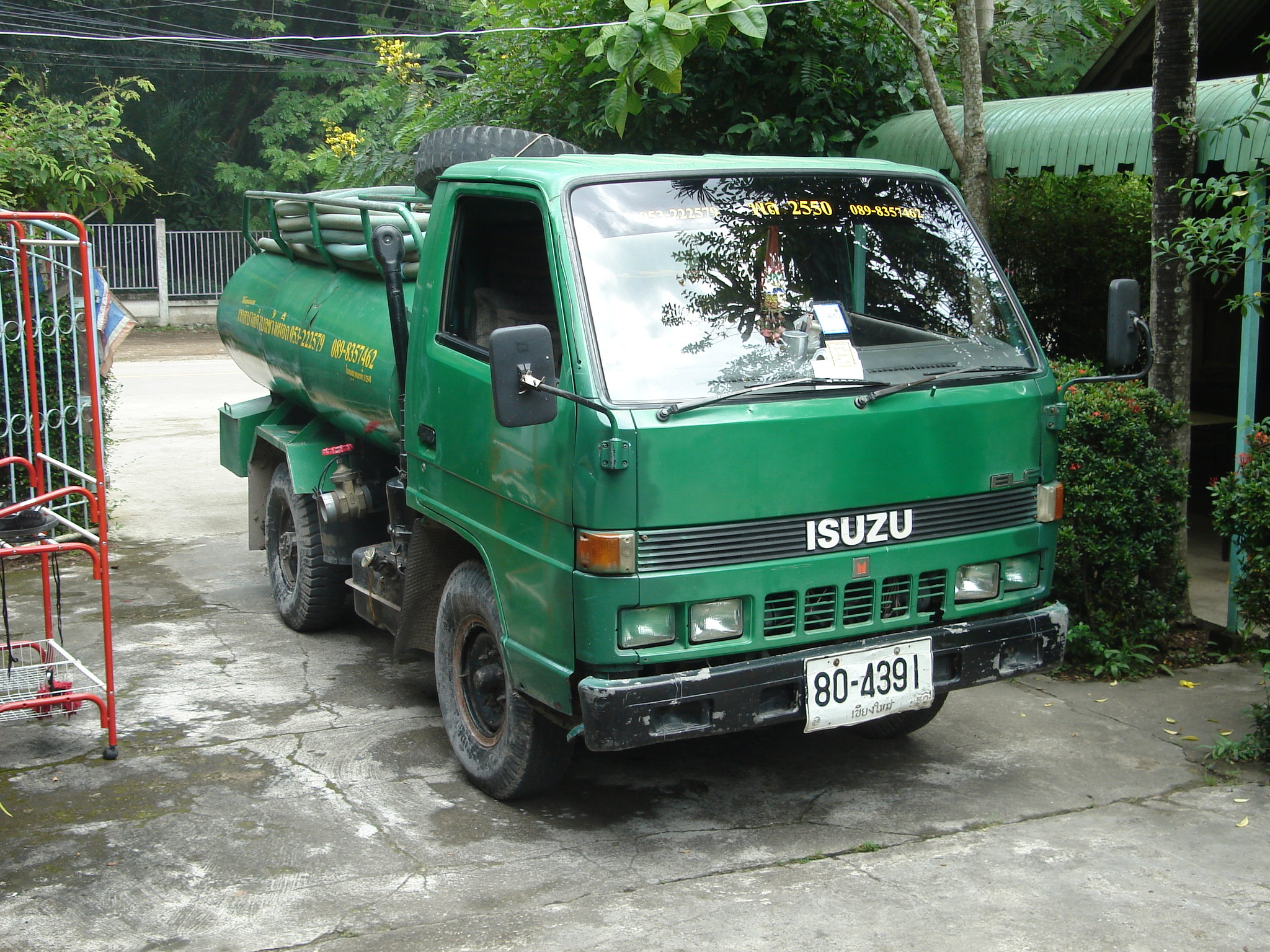
ELF/N-série 1984